# Lone Rode
Lone Rode, född 29 maj 1934 i Köpenhamn, död
9 augusti 2019, var en dansk skådespelare. Hon var gift med skådespelaren Aksel Erhardtsen.

## Filmografi (urval)
- 1967 – Människor möts och ljuv musik uppstår i hjärtat
- 1977 – Bröderna Lejonhjärta
- 1977 – Den ljuva tiden
- 1985 – August Strindberg ett liv